# Qiupanykus
Qiupanykus – rodzaj wymarłego dinozaura, teropoda z grupy celurozaurów i Alvarezsauria oraz rodziny alwarezaurów.
Skamieniałości znaleziono w środkowych Chinach, na terenie prowincji Henan, w powiecie Luanchuan, niedaleko wsi Qiupa. Spoczywały w grubym kompleksie czerwonobrązowych oraz wapnistych mułowców, przeławicanych bardziej drobnoziarnistymi osadami. Skały te należą do formacji Qiupa leżącej w basenie sedymentacyjnym Tantou, której powstanie datuje się na kredę późną, a dokładniej na sam jej koniec: późny mastrycht. We wskazanym miejscu odnaleziono szkielet dinozaura drapieżnego oraz skorupki jaj. Badania wykazały, że jaja nie zostały złożone przez zwierzę, którego szkielet pozostał w ich obecności, wyglądały raczej na należące do owiraptorozaurów, w pobliżu znaleziono skamieniałości owiraptorów. Natomiast kościec wykazywał cechy typowe dla alwarezaurów, wysoce wyspecjalizowanych nieptasich teropodów, niewielkich rozmiarów, o silnych tylnych kończynach. Prezentował również cechy nieznane wcześniej w tej grupie. Pozwoliło to na opisanie nowego rodzaju dinozaura, któremu Lü i współpracownicy nadali nazwę Qiupanykus. Nazwa rodzajowa odnosi się do wsi Qiupa, w pobliżu której dokonano odkrycia. Kreatorzy rodzaju nie wyjaśnili znaczenia drugiego członu nazwy rodzajowej nykus. Używany jest on jednak w nazwach innych alwarezaurów (Bonapartenykus, opisane w tym samym roku w jednej pracy Bannykus i Xiyunykus) i wywodzony od łacińskiego onykus czy też greckiego słowa onyx oznaczającego szpon. W obrębie rodzaju umieścili pojedynczy gatunek Qiupanykus zhangi. Epitet gatunkowy upamiętnia Shuanchenga Zhanga, w uznaniu dla jego wsparcia logistycznego podczas poszukiwań skamieniałości oraz wykopalisk.
Znalezienie w jednym miejscu szkieletu przedstawiciela alwarezaurów oraz potłuczonych pozostałości jaj pozwala wysunąć hipotezę dotyczącą diety Qiupanykus zhangi. Otóż wydaje się, że mógł on pokruszyć swymi potężnymi pazurami skorupkę jaja celem konsumpcji zawartości. Nie jest to pierwsze znalezisko Alvarezsauridae w otoczeniu jaj, aczkolwiek poprzedniego dokonano w Patagonii. Wskazywałoby to na odżywianie się alwarezaurów jajami. Z kolei geologia formacji Qiupa wskazuje, że był to niegdyś teren zasobny w jeziora i poprzecinany rzeką roztokową tworzącą deltę.